# Pěnkava obecná
Pěnkava obecná (Fringilla coelebs) je malý pěvec z čeledi pěnkavovitých. Je široce rozšířená, vyskytuje se na všech kontinentech východní polokoule a díky častému výskytu v těsné blízkosti lidských obydlí je i poměrně dobře známa. Je převážně semenožravá, ovšem významnou složkou potravy mláďat je hmyz. Hnízdí v hustých keřích nebo na stromech, kde si staví úhledné hnízdo maskované mechem a lišejníkem.

## Taxonomie
Pěnkava obecná je jedním ze tří zástupců rodu Fringilla společně s pěnkavou jikavcem a pěnkavou kanárskou. V Evropě se společně s ní vyskytuje pouze jeden zástupce tohoto rodu, pěnkava jikavec, která je zde však zastoupena vzácněji. Její vědecké druhové jméno coelebs lze do češtiny přeložit jako „vdovec“ a odkazuje na každoroční chování samic, které opouštějí hnízdiště o něco dříve než samci.
Vyskytuje se v několika poddruzích, jejich počet je však neustálený. Nejčastěji jich bývá uváděno 7–8.

## Popis
- Délka těla: 14–16 cm
- Rozpětí křídel: 24,5–28,5 cm
- Hmotnost: 18–29 g[2]

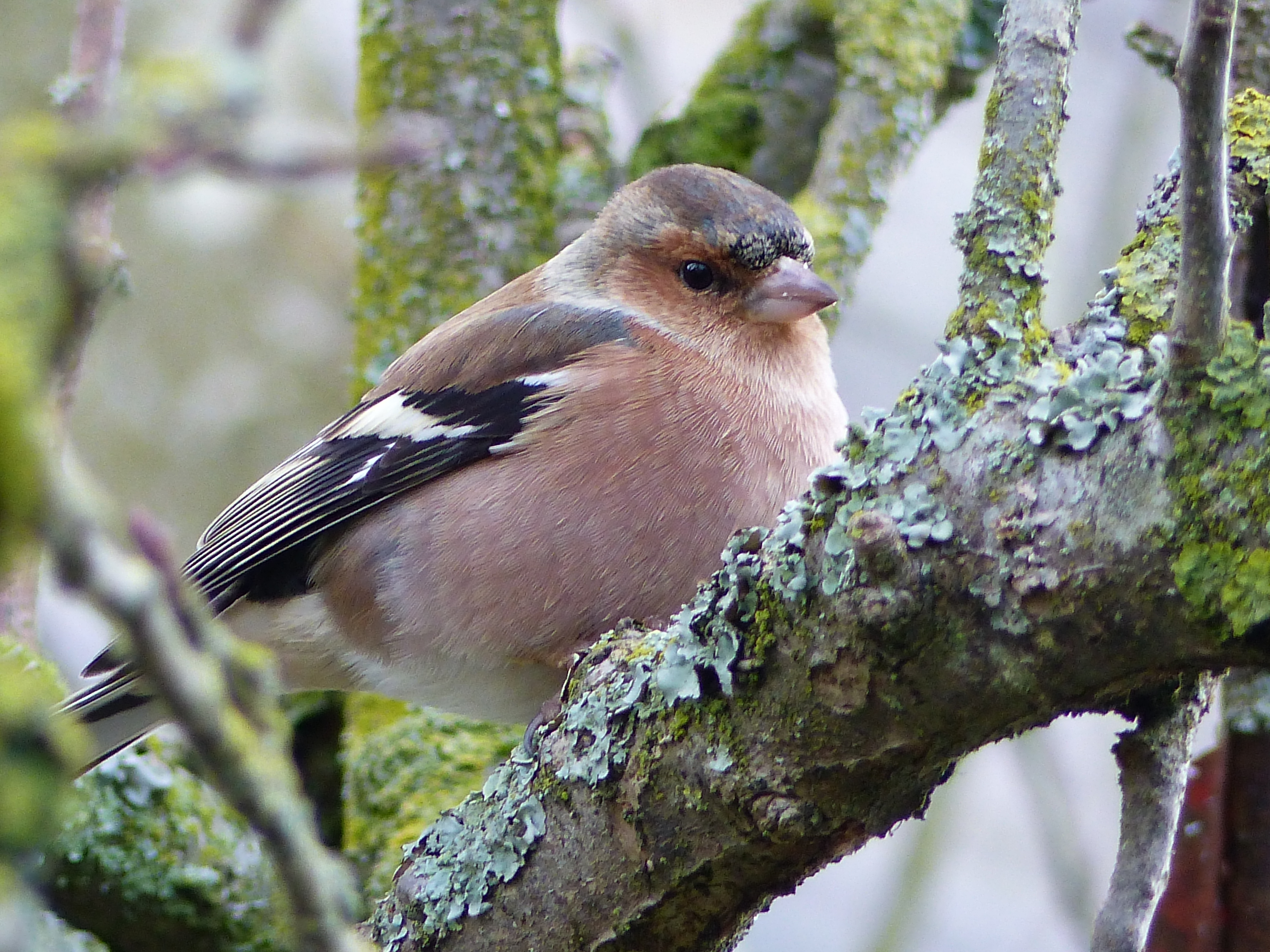
Samec pěnkavy obecné v prostém šatě

Pěnkava obecná je velká asi jako vrabec domácí, má poměrně štíhlé tělo, dlouhý ocas a krátký silný zobák typický pro semenožravé ptáky.
Samec je díky charakteristickému zbarvení téměř nezaměnitelný. Ve svatebním šatě má jasně hnědočervený hřbet, růžovou spodinu těla, modrošedé temeno, šíji a zobák a olivově zelený kostřec. V letu i v klidu jsou u obou pohlaví patrné také dva výrazné bílé pruhy na křídle a ocase. V prostém šatě je samec o něco méně výrazný a má poněkud bledší opeření, stále je však zbarven charakteristicky.
Samice jsou po celý rok nepříliš výrazné, svrchu zelenošedé, spodinu těla mají šedou s růžovým nádechem. Mladí ptáci jsou samicím velmi podobní, na rozdíl od nich však nemají zelenavý ocas.
Pěnkava obecná létá ve vlnovkách, na zemi poskakuje nebo pobíhá.

## Hlas

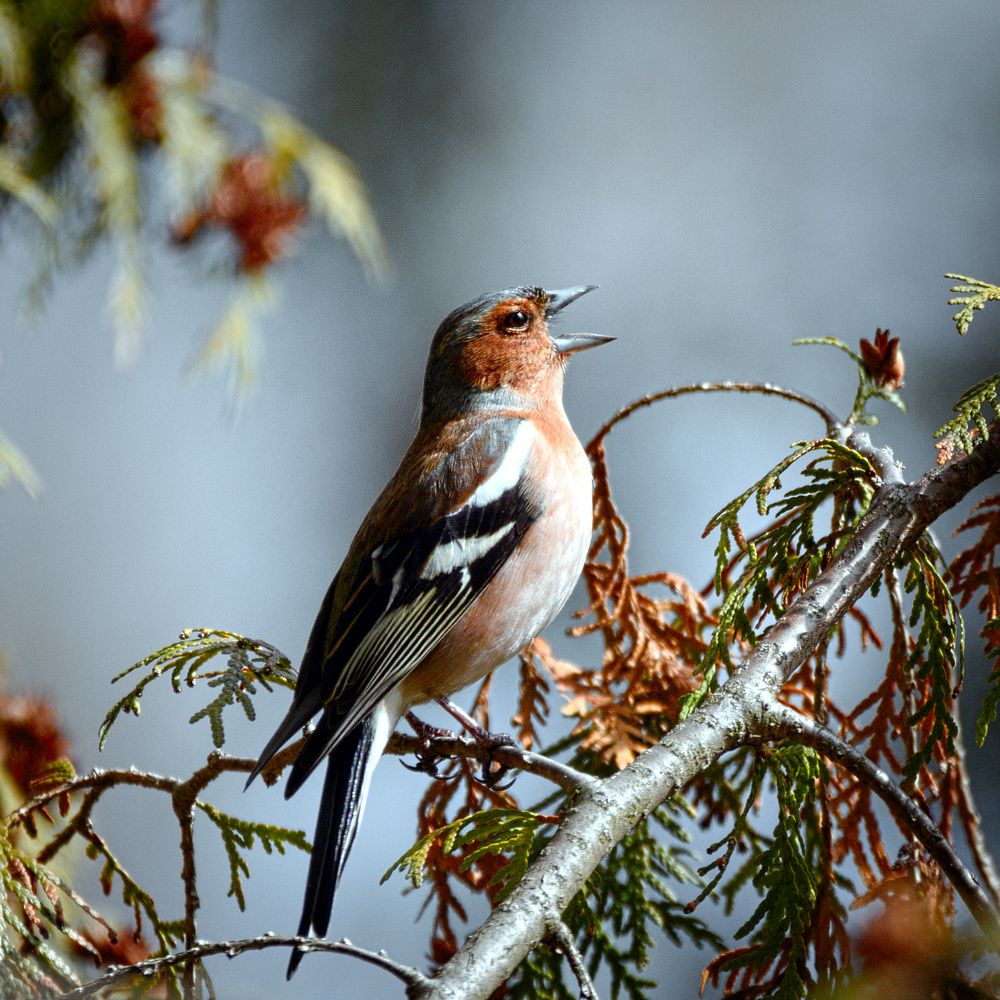
Zpívající samec na větvi stromu

Ozývá se často a charakteristicky, obvykle jasným pink (při vábení) nebo trif (známým jako „volání deště“), za letu také jip-jip a při znepokojení nebo vyrušení nevýrazným ce-ce-ce-ce. Samec zpívá z vyvýšených míst, nejčastěji z koncových větví stromů a keřů od února do července, často je snadno určitelný i díky vystavování své jasně oranžové hrudi.
Zpěv pěnkavy obecné je tvořený řadou zvučných jasných tónů (v základu rrr-čafčafčafrajčák).
Trvá maximálně pět vteřin, za minutu ho tak samec může zopakovat až 10×. Má navíc i dvě nebo tři odlišné verze a v různých částech světa je jeho podoba proměnlivá. Samci zprvu obvykle opakují zpěv po ostatních zástupcích svého druhu, ale občas mohou odposlouchat i hlasy jiných druhů pěvců, například kanárů.

## Rozšíření
Vyskytuje se v celé Evropě a její areál sahá na východ po střední Sibiř, na jih po Írán a severní Afriku. Žije na Azorských ostrovech, na Madeiře a Kanárských ostrovech. Evropa tvoří přibližně 70 % areálu pěnkavy obecné.

## Početnost
Evropská populace je odhadována na 371 miliónů až 537 miliónů dospělých jedinců, hnízdících párů 185 mil. až 269 mil. (BirdLife International, 2015). Značně přibližný odhad světové populace je 530 miliónů až 767 miliónů dospělých jedinců.

## Chování

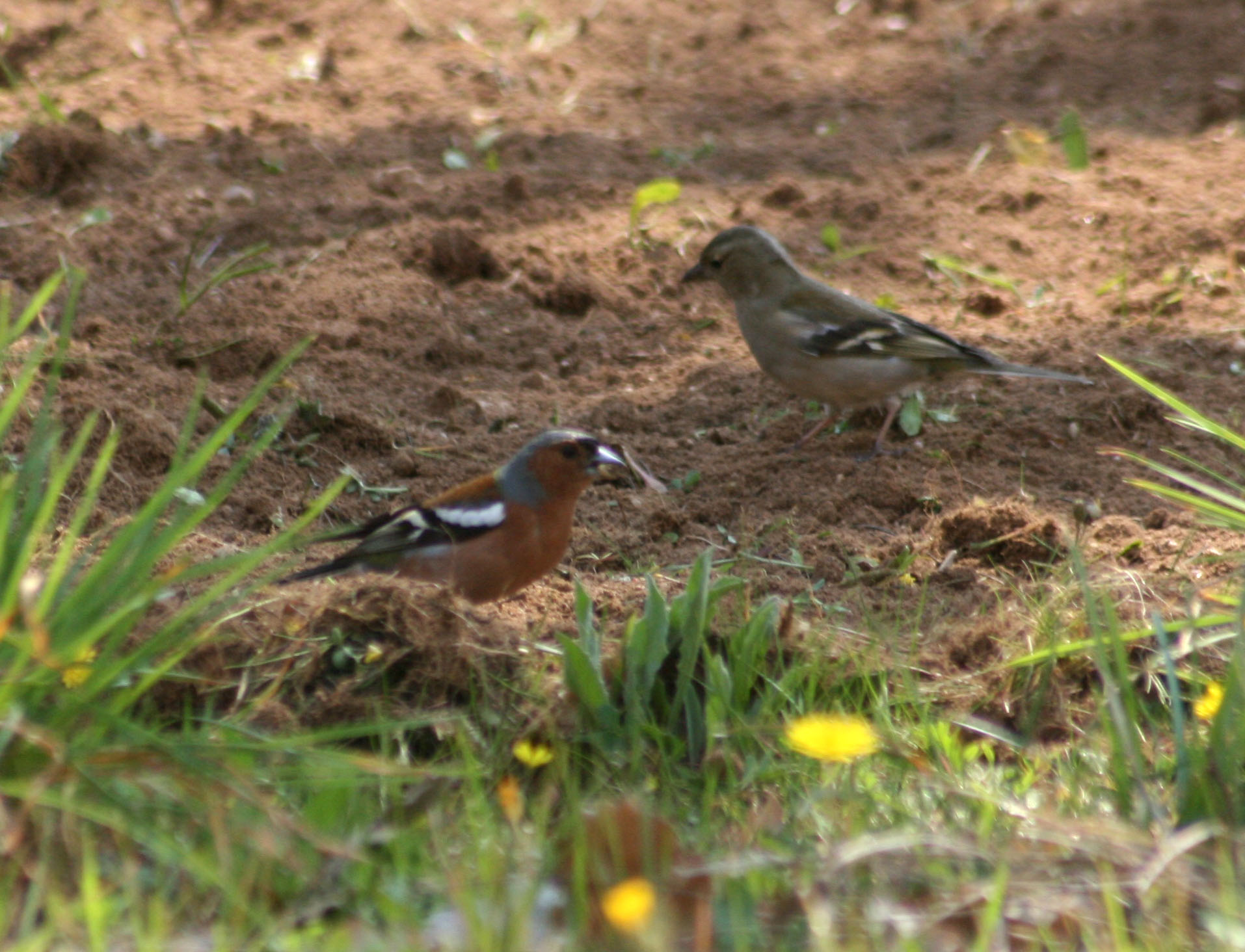
Pár pěnkav obecných při hledání potravy

Je většinou tažná, ovšem mnoho starých ptáků, většinou samečků, zůstává v místech hnízdění i přes zimu. Zimovištěm pěnkav hnízdících v ČR je jihozápadní Evropa.
Pěnkava obecná se mimo hnízdní období, kdy se sdružuje do párů, vyskytuje samotářsky. Přes zimu se vyskytuje i ve společnosti s jinými zrnožravými ptáky, nejčastěji s pěnkavou jikavcem. Zdržuje se přitom hlavně na stromech, ale pro potravu většinou slétá na zem.

## Potrava
Patří mezi zrnožravé ptáky, tzn. že značnou část potravy tvoří semena, u tohoto druhu až tři čtvrtiny, přitom převážně semena plevelů a obilná. Jednu čtvrtinu tvoří bobule, pupeny a malí bezobratlí živočichové (dospělý hmyz i housenky, pavouci aj., kterými rodiče krmí mláďata). Přes zimu, když je potravy nedostatek, se stálí ptáci stahují spíše do parků a zahrad, proto bývají k vidění i na krmítkách, kde preferují zejména slunečnicová semena.

## Hnízdění

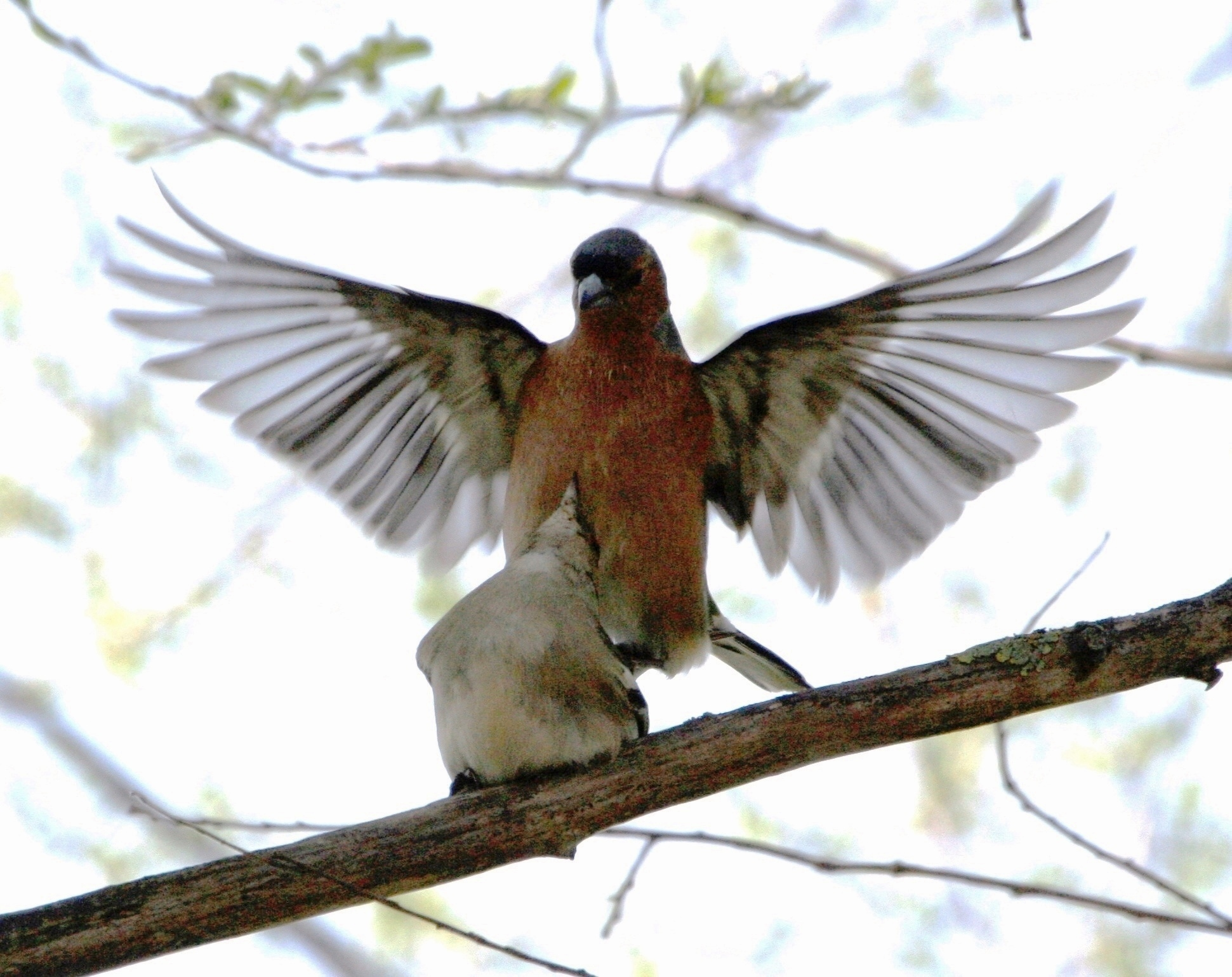
Páření

Samec je v období rozmnožování silně teritoriální a ze „svého území“ vyhání konkurenty. Při námluvách načechrává peří a pozornost samice se snaží upoutat vábením a vystavováním jasně zbarvené hrudi.

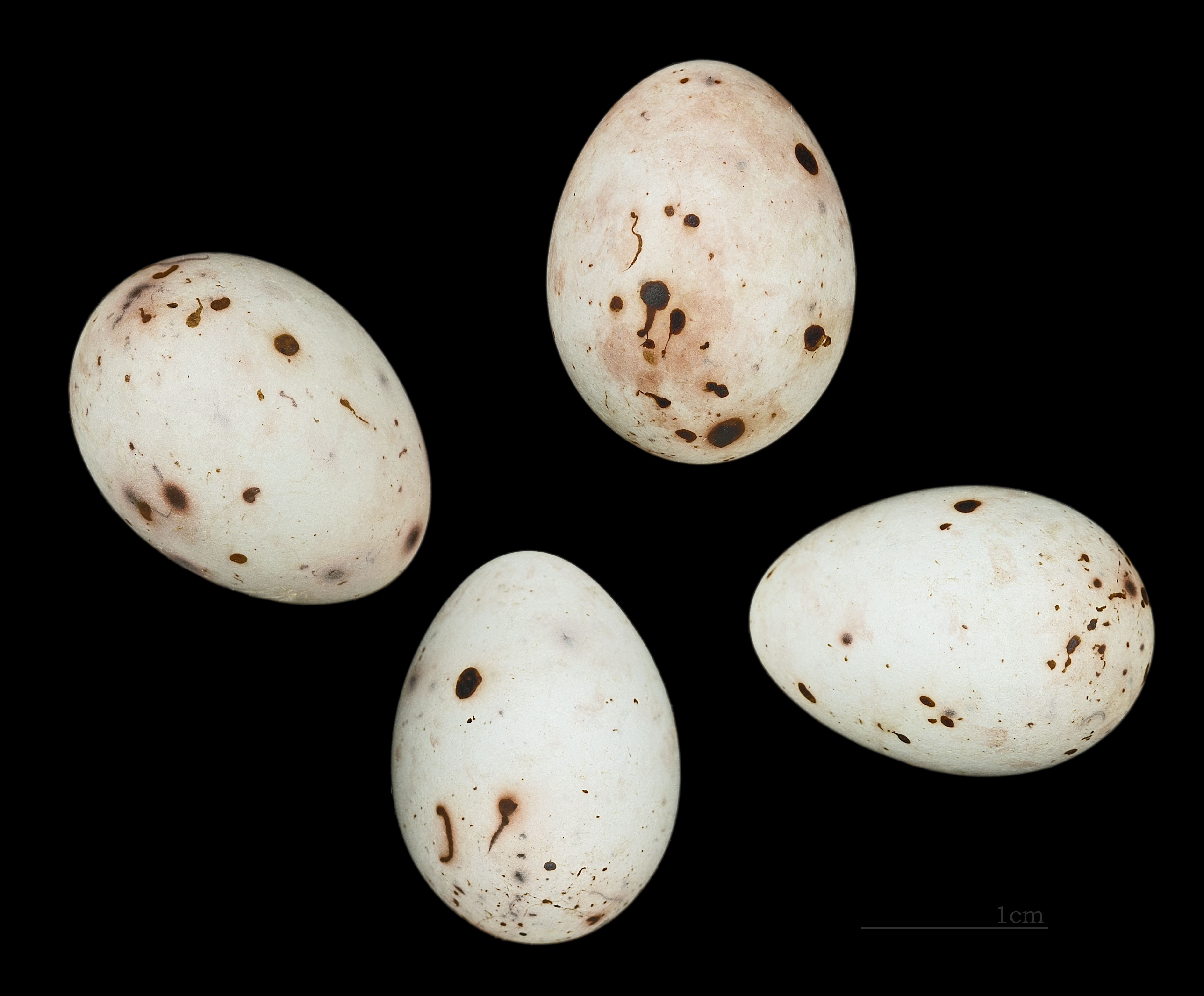
Vejce pěnkavy obecné

Při volbě hnízdiště není pěnkava obecná vybíravá. Žije všude, kde jsou stromy a keře: parky, zahrady, remízky, stromořadí nebo lesy všech typů; nevyhýbá se ani centru měst. Hnízdí jednou nebo dvakrát ročně od dubna do července, někdy ve stejném hnízdě. Hnízdo, které staví samice sama, patří k nejúhlednějším ptačím stavbám. Je hustě a pevně spletené z mechu, jemných stébel a kořínků. Vnější vrstvu maskuje samička lišejníky, pavučinami a kokony hmyzu. Uvnitř hnízdní kotlinky je měkká vrstva z chlupů, žíní a drobného peří. Snůška obsahuje tři až šest načervenalých či modravě zelených vajíček velikosti 19 × 14,5 mm, s typickým řídkým tmavým skvrněním a různě zakřivenými čárkami. Na vejcích sedí pouze samička. Mláďata se líhnou po 12–13 dnech a krmí je oba rodiče. Hnízdo opouštějí zhruba po 13–14 dnech.

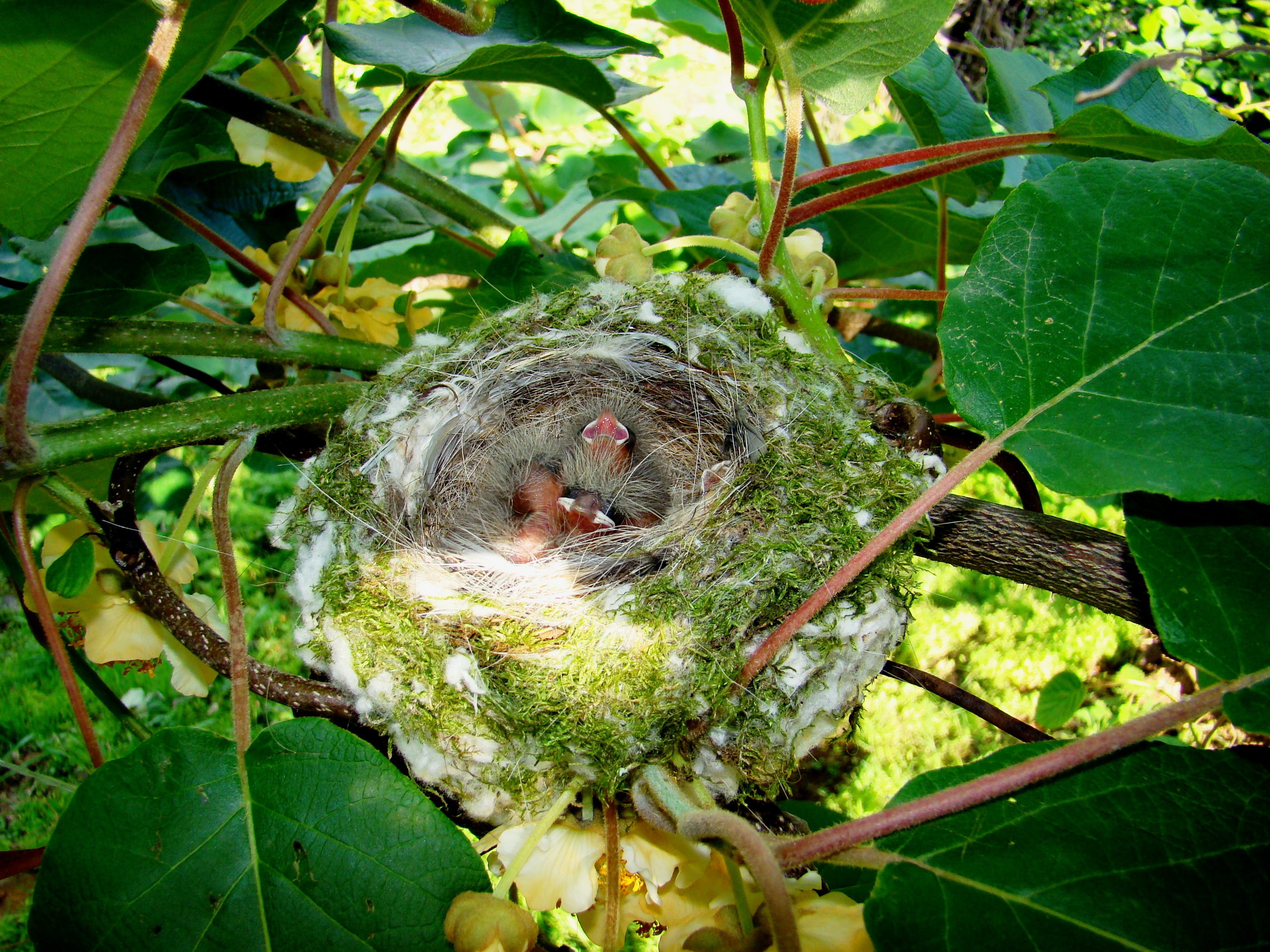
Mláďata v hnízdě

Odhadovaná délka života ve volné přírodě je 5,7 let. Zatím nejstarší zaznamenaný jedinec se ve volné přírodě dožil 14 let.

## Predátoři
Pěnkava obecná je kvůli malé velikosti a značné hojnosti častou obětí různých predátorů. Dospělí ptáci se stávají kořistí jestřábovitých dravců (krahujců), poštolek, sov a koček. Na vejcích a holátkách se často přiživují ptáci z čeledi krkavcovitých (nejčastěji straky, sojky a vrány).

## České pojmenování
Pěnkava je pojmenována podle hlasového projevu, jméno má tedy onomatopoický původ. Starší název byl penkava a také peňkava. Základ jména v češtině – i v nářečné (hanácky pinkava) – a ve slovenštině (pinka, pinkava, penkava) tvoří interjekce „pink“, což je vábení, kterým se ozývá sameček. Jeho vábení je hlasité a pták opakuje „pink“ nepřetržitě i několik desítek minut. Sloveso „pinkat“, dělat „pink“ se objevuje i v literatuře – pinkot pěnkavčí (J. Arbes), pěnkavy pinkaly (V. Mrštík). Proč je dnes v kořeni jména -ě- namísto -i-, není přesně známo.
Nářečné pojmenování pěnkavy „rajčák“ užívali ptáčníci. Označovali jím jedince, jehož zpěv byl považován za hodnotný, což určovali podle kadence melodie v závěrečném taktu. Pojmenování vychází ze základního popěvku pěnkavy (který individuálně obměňuje) „rrr-čafčafčafrajčák“ .